# Dendroma
Dendroma es un género de aves paseriformes perteneciente a la familia Furnariidae que agrupa a dos especies anteriormente situadas en Philydor, nativas de la América tropical (Neotrópico), cuyas áreas de distribución se encuentran desde el norte de Costa Rica a través de América del Sur hasta el centro de Bolivia, noreste de Argentina y sur de Brasil. A sus miembros se les conoce por el nombre común de ticoticos, y también trepamusgos, hojarasqueros, limpiafrondas o limpia-follajes, entre otros.

## Etimología
El nombre genérico femenino «Dendroma» se compone de las palabras del griego «dendros» que significa ‘árbol’, y «dromos» que significa ‘corredor’.

## Características
Las dos ticoticos de este género son furnáridos bastante grandes, midiendo entre 18,5 y 19 cm de longitud, de cola larga. Son ampliamente encontrados en selvas húmedas de baja altitud y montanas bajas. De colores predominantes rufo y ocre claro, presentan poco o ningún estriado, y una lista superciliar marcante. Comparados con los ticoticos del género Automolus, son más esbeltos y siguen un patrón más robusto.

## Taxonomía
Los estudios genéticos-moleculares de Derryberry et al. (2011), encontraron que el género Philydor era polifilético, y que las entonces Philydor erythropterum y Philydor rufum están hermanadas con Ancistrops strigilatus, y juntas no están ni cercanamente emparentadas con el género Philydor pero cercanas al clado formado por Clibanornis y Automolus. La solución encontrada fue separar estas dos especies en un género resucitado Dendroma bajo los nombres de Dendroma rufa y Dendroma erythroptera, ya que el género es femenino. El Comité de Clasificación de Sudamérica (SACC) aprobó esta separación en la Propuesta N° 819.

## Lista de especies
Según las clasificaciones del Congreso Ornitológico Internacional (IOC) y Clements Checklist/eBird, el género agrupa a las siguientes especies con el respectivo nombre popular de acuerdo con la Sociedad Española de Ornitología (SEO):
| Imagen | Nombre científico     | Autor                | Nombre común            | Estado de conservación | Distribución |
| ------ | --------------------- | -------------------- | ----------------------- | ---------------------- | ------------ |
|        | Dendroma erythroptera | (P.L. Sclater, 1856) | ticotico alicastaño     | LC                     |              |
|        | Dendroma rufa         | (Vieillot, 1818)     | ticotico ocráceo grande | LC                     |              |